# Astyanax pirapuan
Astyanax pirapuan es una especie de pez de agua dulce del género Astyanax, cuyos integrantes son denominados comúnmente mojarras o mojarritas. Habita en ambientes acuáticos subtropicales del centro de Sudamérica.   

## Taxonomía
Descripción original
Esta especie fue descrita originalmente en el año 2011 por los ictiólogos Victor Alberto Tagliacollo, Ricardo Britzke, Gabriel de Souza da Costa e Silva y Ricardo Cardoso Benine.
Localidad tipo
La localidad tipo referida es: “afluentes del río Aricá-Mirim (en las coordenadas: 15°46′04″S 55°30′44″O / -15.76778, -55.51222) perteneciente a la cuenca del río Cuiabá, Chapada dos Guimarães, estado de Mato Grosso, Brasil”.
Holotipo
El ejemplar holotipo designado es el catalogado como: MNRJ 37621; se trata de un espécimen adulto de sexo indeterminado el cual midió 45,4 mm de longitud estándar. Fue capturado por N. G. Machado y W. R. C. Assunção el 25 de noviembre de 2005. Se encuentra depositado en la colección de ictiología del Museo Nacional (MNRJ), ubicado en la ciudad de Río de Janeiro.
Etimología
Etimológicamente, el nombre genérico Astyanax proviene de Astianacte, un personaje de la mitología griega que estuvo involucrado en la guerra de Troya; era hijo de Héctor y de Andrómaca, y nieto de Príamo, rey de Troya.
El epíteto específico pirapuan deriva de dos palabras del idioma tupí-guaraní en donde pirá es ‘pez’ y apu es ‘montaña’, en referencia a las características morfológicas de la región donde habita este pez, la zona serrana conocida como Chapada dos Guimarães.
Caracterización y relaciones filogenéticas
Astyanax pirapuan pertenece al “complejo de especies Astyanax scabripinnis”, siendo la única del mismo en habitar en la cuenca del río Paraguay. Es posible diferenciar a esta especie de las demás integrantes de dicho complejo por poseer una combinación de caracteres propia, entre las que se encuentran: exhibir 2 manchas humerales, contar con 8 a 9 rastros branquiales en la rama superior del primer arco branquial, tener uno o ningún diente en el maxilar, presentar de 17 a 21 radios ramificados en la aleta anal y las escamas perforadas de la línea lateral suman entre 35 y 37.

## Distribución y hábitat
Astyanax pirapuan se distribuye en el centro-sur del estado de Mato Grosso, en el centro de Brasil. Es endémica de afluentes del río Aricá-Mirim, curso fluvial que forma parte de la cuenca del río Cuiabá, el cual atraviesa luego la región del Pantanal, hasta desembocar en la porción superior del río Paraguay, perteneciente a la cuenca del río Paraná, integrante a su vez de la cuenca del Plata; dicha hoya hidrográfica vuelca sus aguas en el océano Atlántico Sudoccidental por intermedio del Río de la Plata.
Ecorregionalmente este pez constituye un endemismo de la ecorregión de agua dulce Paraguay.